# مارولوس
مارولوس (انگلیسی: Marvelous) شرکت بازی ویدئویی ژاپنی است، که در سال ۲۰۱۱ تأسیس شد.